# Dina Tersago
Dina Tersago, belgijski model, * 3. januar 1979, Puurs.
Leta 2001 je postala Miss Antwerpna, nato pa še Miss Belgije.